# Rebecca Oppenheimer
Rebecca Oppenheimer es una astrofísica estadounidense y una de los cuatro curadores/profesores del Departamento de Astrofísica del Museo Americano de Historia Natural en el Upper West Side de Manhattan. Oppenheimer es una científica exoplanetaria comparativa. Investiga planetas que orbitan alrededor de estrellas distintas al Sol. Su laboratorio de óptica es el lugar de nacimiento de una serie de nuevos instrumentos astronómicos diseñados para abordar el problema de ver y tomar espectros directamente de sistemas solares cercanos con exoplanetas y estudiar su composición, con el objetivo final de encontrar vida fuera del sistema solar.

## Trayectoria
Oppenheimer asistió a la escuela Horace Mann en El Bronx. Después de graduarse en 1990, asistió a la Universidad de Columbia, donde fue becaria de ciencias de Isidor Isaac Rabi. Se licenció en Física de Columbia en 1994. Entre 1994 y 1997, fue becaria de investigación para graduados de la Fundación Nacional de CienciasEn 1999 obtuvo un doctorado en astrofísica del Instituto Tecnológico de California y pasó los dos años siguientes en la Universidad de California en Berkeley con una beca de investigación postdoctoral del Telescopio Espacial Hubble. En 2001, regresó a la ciudad de Nueva York para investigar en el Museo Americano de Historia Natural, donde se incorporó a la facultad en 2004. Oppenheimer ha impartido periódicamente conferencias públicas y profesionales sobre investigación astronómica.
Oppenheimer ocupa una cátedra adjunta en el Departamento de Astronomía de la Universidad de Columbia y ha publicado más de doscientos sesenta artículos de investigación y científicos orientados al público, con un índice h superior a 55 y más de 10.000 citas. Posee tres patentes, es codescubridora de la primera enana marrón, Gliese 229 B, y participa activamente en la investigación de exoplanetas. Ha dirigido o codirigido muchos proyectos novedosos de instrumentación, incluido el Proyecto Lyot, Proyecto 1640, Gemini Planet Imager, Palomar Adaptive Optics, y el Palomar Advanced Radial Velocity Instrument.
Oppenheimer también trabaja en enanas blancas ultrafrías, los estados finales del 99% de las estrellas, incluido el Sol, su papel en la formación de la materia oscura bariónica, así como en la coronagrafía, el arte de ver objetos celestes débiles junto a ellos. los brillantes. Oppenheimer ha formado parte de numerosos comités asesores de la NASA, incluido el Equipo de Definición de Ciencia y Tecnología de TPF, la revisión senior de Astrofísica de la NASA para 2014, 2016 (Presidente) y 2019, así como en varios comités de NSF y NRC. Oppenheimer ha sido miembro del Comité de Evaluación de Tecnología de Exoplanetas de la NASA desde 2015.
Es miembro activo de la Sociedad Astronómica Estadounidense y de la Unión Astronómica Internacional. Es miembro de las afiliaciones A, B, C, D, F y G dentro de la IAU.
Los esfuerzos de Oppenheimer relacionados con la educación en el AMNH incluyen la curaduría de la serie de noticias y documentales bianuales AstroBulletin. También es curadora encargada del Atlas del Universo Digital. Fue co-curadora de la exposición espacial Journey to the Stars y curadora de la exposición Searching for New Worlds. Su vídeo, "The Known Universe", creado como parte de una exposición en el Museo Rubin, es un ejemplo temprano de un vídeo científico que se volvió viral en YouTube en 2009.
Según Google Académico, los artículos de Oppenheimer revisados por pares hasta 2021 han sido citados 10.878 veces. Su índice h es 55 y su índice i10 es 133.

## Reconocimientos
En 2009, obtuvo el Premio Blavatnik para jóvenes científicos concedido por la Academia de Ciencias de Nueva York. En 2020, Oppenheimer fue incluida por la revista inStyle en la lista de las 50 mujeres que están cambiando el mundo.

## Vida personal
Oppenheimer creció en el Upper West Side de Manhattan, Nueva York. Es una mujer trans y activista por los derechos de las personas LGBT. Salió del armario en 2014 y apareció en un artículo ser The New York Times donde escribió sobre ser transgénero y científica.